# غواصة يو-137
كانت الغواصة يو-137 واحدة من 329 غواصة خدمت في البحرية الإمبراطورية الألمانية خلال الحرب العالمية الأولى.